# Ludwig Senfft von Pilsach

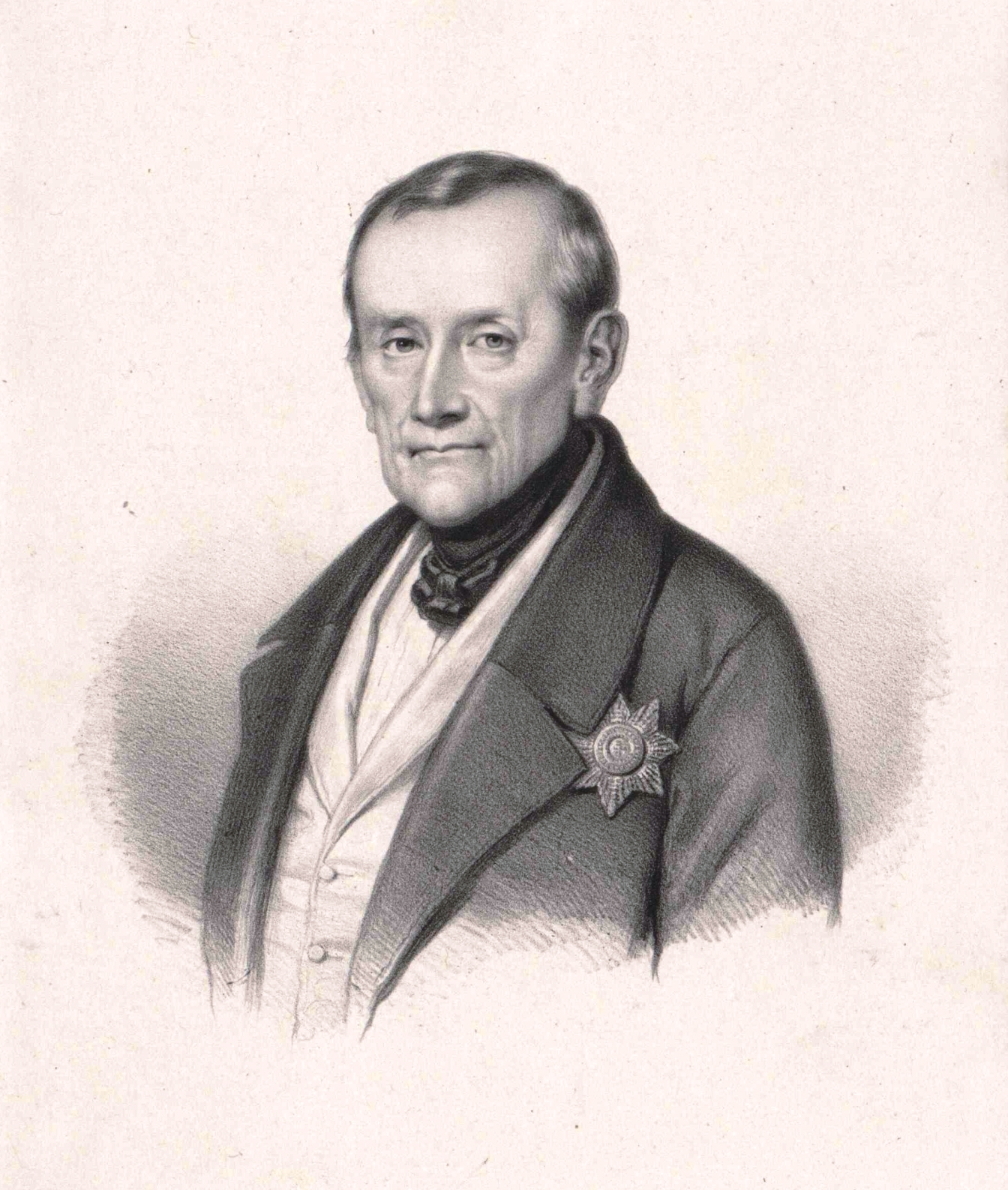
Ludwig Senfft von Pilsach

Friedrich Christian Ludwig Graf Senfft von Pilsach, genannt Lhaun, (* 4. Januar 1774 in Oberschmon; † 17. Februar 1853 in Innsbruck) war ein sächsischer und österreichischer Diplomat und Politiker.

## Biografie
Er stammte aus dem Uradelsgeschlecht Senfft von Pilsach und war das sechste Kind des Kreishauptmannes Adam Friedrich Senfft von Pilsach (1723–1783) auf Zscheiplitz und Oberschmon. Den Genanntnamen erhielt er infolge Adoption durch den kursächsischen Hofrat Laun, Rittergutsbesitzer in Thüringen.
Ludwig Senfft von Pilsach studierte an der Universität Leipzig Rechtswissenschaften und begann 1793 eine sehr erfolgreiche Beamtenlaufbahn. Aufgrund seiner Verdienste wurde er in den Grafenstand erhoben. Bis 1809 war er als sächsischer Gesandter in Paris tätig, wonach Freiherr Wilhelm August von Just vorerst interimistisch, später langfristig diesen Posten übernahm. 1810–1813 wirkte Ludwig Senfft von Pilsach sodann als Minister im Königreich Sachsen und leitete die Rüstungen gegen die russische Armee. Er trat für eine Annäherung Sachsens an Österreich ein und wurde deshalb auf Druck Napoleons entlassen.
Als Geheimer Rat und Kammerherr begab sich Senfft von Pilsach daraufhin in österreichischen Dienst, nahm 1815 seinen Abschied und lebte ab 1817 in Paris. Dort trat er 1819 mit seiner Gattin Karoline geb. von Werthern, zur katholischen Kirche über und betätigte sich aktiv in seinem neuen Glauben.
1825 ging der Adelige als außerordentlicher österreichischer Botschafter nach Turin, 1832 wurde er österreichischer Gesandter in Florenz, 1836 in Den Haag, 1839 wirkte er als Diplomat in London und schließlich bis 1848 wieder als außerordentlicher Gesandter in München.
Er ließ sich in Innsbruck nieder, wo er 1853 verstarb.

## Familie
Er heiratete 1801 Henriette Caroline Luise von Werthern (1774–1836), Tochter des Geheimen Rates Jacob Friedemann von Werthern und Nichte des Reformers Freiherr vom Stein.